# Vivi Janiss
Vivi Janiss (Nebraska, 29 maggio 1911 – Los Angeles, 7 settembre 1988) è stata un'attrice statunitense.
Per il cinema recitò dal 1952 al 1957 in sette film mentre per gli schermi televisivi diede vita a numerosi personaggi in oltre 70 produzioni dal 1949 al 1979. Nel corso della sua carriera, fu accreditata anche con i nomi Vivi James, Vivi Janis e Vivi Jannis.

## Biografia
Vivi Janiss nacque in Nebraska il 29 maggio 1911. Cominciò la carriera di intrattenitrice negli Ziegfeld Follies e nei nightclub.
Nel corso della sua trentennale carriera televisiva, fu interprete di diversi personaggi per serie televisive. Tra i personaggi presenti in più di un episodio vi sono Myrtle Davis in 11 episodi della serie Papà ha ragione dal 1954 al 1959 e Mrs. Phelps in due episodi della serie Ben Casey nel 1962. Interpretò altresì numerosi altri personaggi secondari o ruoli da guest star in molti episodi di serie televisive dagli anni 50 alla fine degli anni 70. Prese parte, in ruoli da protagonista, anche a due episodi della serie classica di Ai confini della realtà (intitolati nella versione in italiano La febbre e La vecchia bottiglia) trasmessi in prima televisiva nel 1960.
Per il cinema nel 1954 doppiò Paperina nel film d'animazione della Disney Fiori d'arancio per Paperino (Donald's Diary). Terminò la carriera televisiva con un piccolo ruolo nell'episodio Paging Dr. Michaels della serie Visite a domicilio che fu mandato in onda il 17 dicembre 1979, mentre per il cinema l'ultimo ruolo affidatogli fu quello di Mrs. Gerhardt nel film Man on the Prowl del 1957.
Morì a Los Angeles il 7 settembre 1988.

## Filmografia

### Cinema
- Il quarto uomo (Kansas City Confidential) (1952)
- Non cercate l'assassino (99 River Street) (1953)
- Fiori d'arancio per Paperino (Donald's Diary) - voce (1954)
- The Phantom from 10,000 Leagues (1955)
- La pistola sepolta (The Fastest Gun Alive) (1956)
- Spring Reunion (1957)
- Man on the Prowl (1957)

### Televisione
- Your Witness – serie TV, un episodio (1949)
- Dragnet – serie TV, 5 episodi (1952-1955)
- Gang Busters – serie TV, 2 episodi (1952)
- I Led 3 Lives – serie TV, 2 episodi (1953-1954)
- Lucy ed io (I Love Lucy) – serie TV, 2 episodi (1953-1954)
- You Are There – serie TV, 2 episodi (1953-1955)
- Death Valley Days – serie TV, un episodio (1953)
- The George Burns and Gracie Allen Show – serie TV, 3 episodi (1954-1955)
- It's a Great Life – serie TV, 4 episodi (1954-1956)
- Studio 57 – serie TV, 2 episodi (1954-1958)
- Papà ha ragione (Father Knows Best) – serie TV, 11 episodi (1954-1959)
- Letter to Loretta – serie TV, un episodio (1954)
- I Married Joan – serie TV, 2 episodi (1954)
- Climax! – serie TV, episodio 1x09 (1954)
- Jane Wyman Presents The Fireside Theatre – serie TV, 3 episodi (1955-1956)
- TV Reader's Digest – serie TV, episodio 1x04 (1955)
- City Detective – serie TV, un episodio (1955)
- Treasury Men in Action – serie TV, un episodio (1955)
- The Man Behind the Badge – serie TV, 2 episodi (1955)
- La pattuglia della strada (Highway Patrol) – serie TV, un episodio (1955)
- The Ford Television Theatre – serie TV, un episodio (1955)
- Crossroads – serie TV, episodio 1x12 (1955)
- Playwrights '56 – serie TV, un episodio (1956)
- Cavalcade of America – serie TV, un episodio (1956)
- Crusader – serie TV, episodi 1x28-2x07 (1956)
- Alfred Hitchcock presenta (Alfred Hitchcock Presents) – serie TV, 2 episodi (1956)
- Lux Video Theatre – serie TV, un episodio (1956)
- State Trooper – serie TV, 2 episodi (1957-1959)
- Gunsmoke - serie TV, episodio 2x16 (1957)
- Panico (Panic!) – serie TV, episodio 1x02 (1957)
- The 20th Century-Fox Hour – serie TV, episodio 2x13 (1957)
- Telephone Time – serie TV, un episodio (1957)
- The Life of Riley – serie TV, un episodio (1957)
- Code 3 – serie TV, un episodio (1957)
- Matinee Theatre – serie TV, un episodio (1957)
- Schlitz Playhouse of Stars – serie TV, 2 episodi (1957)
- Goodyear Theatre – serie TV, 2 episodi (1958-1960)
- The Millionaire – serie TV, un episodio (1958)
- Cimarron City – serie TV, episodio 1x08 (1958)
- Trackdown – serie TV, un episodio (1958)
- Carovane verso il west (Wagon Train) – serie TV, 6 episodi (1959-1962)
- The Further Adventures of Ellery Queen – serie TV, episodio 1x18 (1959)
- Lawman – serie TV, un episodio (1959)
- Make Room for Daddy – serie TV, un episodio (1959)
- This Man Dawson – serie TV, un episodio (1959)
- Tales of Wells Fargo – serie TV, un episodio (1959)
- Westinghouse Desilu Playhouse – serie TV, episodio 2x08 (1959)
- I racconti del West (Zane Grey Theater) – serie TV, un episodio (1959)
- Ai confini della realtà (The Twilight Zone) – serie TV, 2 episodi (1960)
- Laramie – serie TV, un episodio (1960)
- Outlaws – serie TV, episodio 1x05 (1960)
- Route 66 – serie TV, un episodio (1960)
- Hot Off the Wire – serie TV, un episodio (1961)
- The New Breed – serie TV, episodio 1x01 (1961)
- 87ª squadra (87th Precinct) (87th Precinct) – serie TV, un episodio (1961)
- Follow the Sun – serie TV, episodio 1x13 (1961)
- Il virginiano (The Virginian) – serie TV, 2 episodi (1962-1967)
- Have Gun - Will Travel – serie TV, episodio 5x20 (1962)
- Hennesey – serie TV, un episodio (1962)
- Ben Casey – serie TV, 2 episodi (1962)
- Perry Mason – serie TV, un episodio (1962)
- The Crisis (Kraft Suspense Theatre) – serie TV, un episodio (1964)
- F.B.I. (The F.B.I.) – serie TV, 3 episodi (1966-1970)
- Al banco della difesa (Judd for the Defense) – serie TV, un episodio (1967)
- Hawaii squadra cinque zero (Hawaii Five-O) – serie TV, un episodio (1968)
- Mannix – serie TV, un episodio (1969)
- Cannon – serie TV, 2 episodi (1974-1975)
- Le strade di San Francisco (The Streets of San Francisco) – serie TV, un episodio (1974)
- Poliziotto di quartiere (The Blue Knight) – serie TV, un episodio (1975)
- The City – film TV (1977)
- Barney Miller – serie TV, un episodio (1977)
- Agenzia Rockford (The Rockford Files) – serie TV, un episodio (1977)
- Richie Brockelman, Private Eye – serie TV, un episodio (1978)
- First, You Cry – film TV (1978)
- Barnaby Jones – serie TV, un episodio (1979)
- Visite a domicilio (House Calls) – serie TV, un episodio (1979)